# Megalagrion jugorum
Megalagrion jugorum là một loài chuồn chuồn kim tuyệt chủng trong Holocene trong họ Coenagrionidae là loài đặc hữu của đảo Maui, Hawaii.